# فهرست شهرهای پایتخت استرالیا
هشت شهر پایتخت در استرالیا وجود دارد که هر کدام به عنوان مقر دولت برای ایالتی یا منطقه ای واقع شده‌است. ملبورن اولین پایتخت از سال ۱۹۰۱ فدراسیون استرالیا می‌باشد. در سال ۱۹۲۷ صندلی دولت ملی به شهر کانبرا که همچنان به عنوان پایتخت می‌باشد منتقل شد.

| الگو:Australian Capitals Labelled Map |

| صلاحیت                                  | پایتخت | جمعیت شهر | ایالتی/منطقه ای جمعیت | درصد ایالتی/منطقه ای جمعیت در پایتخت | تاریخ استقلال                                                            | پایتخت از سال | تصویر |
| --------------------------------------- | ------ | --------- | --------------------- | ------------------------------------ | ------------------------------------------------------------------------ | ------------- | ----- |
| استرالیا و Australian Capital Territory | کانبرا | ۴۰۳٬۴۶۸   | ۴۰۳٬۴۶۸               | ۱۰۰٫۰۰٪                              | باید باقی می‌ماند یک قلمرو به عنوان در هر ثانیه. ۱۲۵ استرالیا قانون اساسی | ۱۹۱۳          |       |
| نیو ساوت ولز                            | سیدنی  | ۵٬۰۲۹٬۷۶۸ | ۷٬۷۵۹٬۲۷۴             | ۶۴٫۸۲٪                               | ۱۷۸۸                                                                     | ۱۷۸۸          |       |
| ویکتوریا                                | ملبورن | ۴٬۷۲۵٬۳۱۶ | ۶٬۱۷۹٬۲۴۹             | ۷۶٫۴۷٪                               | ۱۸۵۱                                                                     | ۱۸۵۱          |       |
| کوئینزلند                               | بریزبن | ۲٬۳۶۰٬۲۴۱ | ۴٬۸۴۸٬۸۷۷             | ۴۸٫۶۸ درصد                           | ۱۸۵۹                                                                     | ۱۸۶۰          |       |
| استرالیای غربی                          | پرت    | ۲٬۰۲۲٬۰۴۴ | ۲٬۵۵۸٬۹۵۱             | ۷۹٫۰۲٪                               | ۱۸۲۹                                                                     | ۱۸۲۹          |       |
| جنوب استرالیا                           | آدلاید | ۱٬۳۲۴٬۲۷۹ | ۱٬۷۱۳٬۰۵۴             | ۷۷٫۳۱٪                               | ۱۸۳۶                                                                     | ۱۸۳۶          | .     |
| تاسمانی                                 | هوبارت | ۲۲۴٬۴۶۲   | ۵۱۷٬۵۸۸               | ۴۳٫۳۷٪                               | ۱۸۲۵                                                                     | ۱۸۲۶          |       |
| قلمرو شمالی                             | داروین | ۱۴۵٬۹۱۶   | ۲۴۵٬۷۴۰               | ۵۹٫۳۸٪                               | نه محقق استقلال                                                          | ۱۹۱۱          |       |

## یادداشت
1. ↑  Although the ACT has its own government, it remains a territory ultimately under Commonwealth rule.
2. ↑  in 1911, South Australia transferred responsibility for governing the Northern Territory to the Commonwealth Government of Australia. It was granted self-governance in 1978, however the Northern Territory is still considered a territory under Commonwealth rule, not a state.